# پن جیلت
پن جیلت (به انگلیسی: Penn Jillette) (متولد ۵ مارس ۱۹۵۵) شعبده‌باز آمریکایی، کمدین، موسیقی‌دان و نویسندهٔ مشهور شده در برنامه «پن و تلر» است. او در کارهایش به نقد طنزآمیز خرافات و عقایدی که به نظر او غلط هستند می‌پردازد. او مدافع بیخدایی، شک‌گرایی علمی، لیبرترینیسم و بازار آزاد است.
تازه‌ترین کتاب جیلت با نام خدا نه! نشانه‌هایی که شاید همین حالا بیخدا باشید و دیگر قصه‌های جادویی در ۱۶ اکتبر ۲۰۱۱ منتشر شد، و در هفته اول در پرفروش‌ترین‌های نیویورک تایمز قرار گرفت.